# Kurt von Hammerstein-Equord
Kurt Gebhard Adolf Philipp Freiherr von Hammerstein-Equord (født 26. september 1878, død 25. april 1943) var en tysk generaloberst. 
I en kort periode, fra 1930 til 1934, tjente Hammerstein som chef for Reichswehr, den tyske hærledelse. 
Hammerstein er mest kendt for sit had til Hitler og alt som havde med nazismen at gøre. Offentligt kaldte han nazisterne for  "forbryderbanden" og "de beskidte svin"  Hammerstein var kendt i samtiden som en meget begavet militær tænker, og er i dag kendt for sin managementteori, med inddeling af officerer (ledere) baseret på deres personlige egenskaber:
"Jeg inddeler mine officerer i fire grupper. Der er intelligente, arbejdsomme, stupide og dovne officerer. Sædvanligvis ses to af disse karakteristika kombineret. Nogle er intelligente og arbejdsomme – disse hører til i Generalstaben. Den næste gruppe er de stupide og dovne – de udgør ca. 90 % af enhver hær, og egner sig til rutineopgaver. En som er både intelligent og doven er kvalificeret til de højeste ledelsesposter, for en sådan person besidder den mentale klarhed og samlethed som er nødvendig for at træffe svære beslutninger. Man skal tage sig i agt for enhver som er både stupid og arbejdsom – en sådan skal ikke have nogen som helst ansvar, da han vil altid skabe ballade."